# Roses noires
Roses noires è un film del 1935 diretto da Jean Boyer e da Paul Martin.

## Produzione
Il film fu prodotto dall'Universum Film (UFA) come versione francese del film tedesco Schwarze Rosen che, sempre interpretato da Lilian Harvey, ebbe pure una versione inglese, Black Roses.

## Distribuzione
Distribuito da L'Alliance Cinématographique Européenne (ACE).